# Dera (stad)
Dera (Arabisch: درعا), ook wel Daraa, Darʿā, Derʿā en Dara’a ("fort", vergelijk Dura Europos) is een stad in het zuidwesten van Syrië, vlak bij de grens met Jordanië. Het is de hoofdstad van het gelijknamige gouvernement Dera en heeft zo'n 77.000 inwoners. Dera ligt in de historische regio Hauran, zo'n honderd kilometer ten zuiden van Damascus aan de doorgaande weg richting Amman, en wordt vaak als tussenstop gebruikt door reizigers.
Dera is een zeer oude stad en stamt uit de tijd van de Kanaänieten. Het werd vermeld op hiërogliefen ten tijde van farao Thoetmosis III tussen 1490 en 1436 v.Chr. In die dagen stond Dera bekend als Atharaa en later in het Oude Testament als Edrei in het Koninkrijk Basan. In de stad zelf zijn enkele ruïnes, inclusief grotten en oude huizen, een Romeins amfitheater, en de oude Oumari-moskee. Die laatste is van architectonisch belang en stamt uit de tijd van de Omajjaden en de Ajjoebiden.
De stad was in 2011 het toneel van felle protesten, als onderdeel van de landelijke protesten tegen het Syrische regime. In april 2011 werd de stad aangevallen door het regeringsleger. Twee maanden later stelden onderzoekers van de Verenigde Naties vast dat daarbij zeker 240 burgerdoden waren gevallen.

## Geboren
- Aliye Rona (1921-1996), Turks actrice